# Pfaffenschlag (Gemeinde Ludweis-Aigen)
Pfaffenschlag ist eine Ortschaft und eine Katastralgemeinde in der Marktgemeinde Ludweis-Aigen im niederösterreichischen Waldviertel. Die Ortschaft zählt 36 Einwohner (Stand 1. Jänner 2024).

## Geografie
Der nordwestlich von Aigen über dem Sieghartser Bach gelegene Dorf wird von der Landesstraße L8053 erschlossen. Im Norden führt die Lokalbahn Göpfritz–Raabs am Ort vorüber. Am 1. April 2020 umfasste die Ortschaft 18 Adressen.

## Geschichte
Die erste urkundliche Erwähnung stammt aus dem Jahr 1230. Mit „Phaffen Slag“ wurde damals eine im Auftrag eines Weltgeistlichen erfolgte Schlägerung oder sein geschlägerter Besitz bezeichnet.
Im Jahr 1822 wurde der Ort als Dorf mit 16 Häusern genannt, das nach Aigen eingepfarrt war, wohin auch die Kinder eingeschult wurden. Die Herrschaft Raabs besaß die Ortsobrigkeit und besorgte die Konskription. Die Landgerichtsbarkeit wurde von der Herrschaft Weinern ausgeübt und die Untertanen und Grundholde des Ortes gehörten der Herrschaft Raabs und der Pfarre Eggenburg. Laut Adressbuch von Österreich waren im Jahr 1938 in Pfaffenschlag mehrere Landwirte mit Direktvertrieb ansässig.

## Siedlungsentwicklung
Zum Jahreswechsel 1979/1980 befanden sich in der Katastralgemeinde Pfaffenschlag insgesamt 22 Bauflächen mit 24.295 m² und 27 Gärten auf 22.386 m², 1989/1990 gab es 21 Bauflächen. 1999/2000 war die Zahl der Bauflächen auf 36 angewachsen und 2009/2010 bestanden 28 Gebäude auf 70 Bauflächen.

## Bodennutzung
Die Katastralgemeinde ist landwirtschaftlich geprägt. 132 Hektar wurden zum Jahreswechsel 1979/1980 landwirtschaftlich genutzt und 7 Hektar waren forstwirtschaftlich geführte Waldflächen. 1999/2000 wurde auf 134 Hektar Landwirtschaft betrieben und 7 Hektar waren als forstwirtschaftlich genutzte Flächen ausgewiesen. Ende 2018 waren 130 Hektar als landwirtschaftliche Flächen genutzt und Forstwirtschaft wurde auf 7 Hektar betrieben. Die durchschnittliche Bodenklimazahl von Pfaffenschlag beträgt 36,9 (Stand 2010).